# University of Michigan Women's Volleyball
La University of Michigan Women's Volleyball è la squadra di pallavolo femminile appartenente alla University of Michigan, con sede ad  Ann Arbor (Michigan): milita nella Big Ten Conference della NCAA Division I.

## Storia
La squadra di pallavolo femminile della University of Michigan viene fondata nel 1973 da Sandy Vong, che resta alla guida del programma per undici anni, accompagnandolo nella transizione dalla AIAW Division I alla NCAA Division I, aggiudicandosi la Big Ten Conference 1981. Dopo il suo abbandono, si susseguono tre nuovi allenatori in otto anni, nell'ordine Barb Canning, Joyce Davis e Peggy Bradley-Doppes, che tuttavia non riescono a ottenere risultati di rilievo.
Nel 1992 Greg Giovanazzi viene nominato allenatore delle Wolverines, restando in carica per sette anni durante i quali, dopo un terzo posto in conference, la squadra si qualifica per la prima volta alla post-season, partecipando alla NCAA Division I 1997, dove esce di scena al secondo turno.
Nel 1999 Mark Rosen approda al timone della squadra e le Wolverines migliorano decisamente le proprie prestazioni, classificandosi quasi sempre alla post-season: in particolare raggiungono la prima finale regionale della propria storia nel 2009, migliorandosi nel 2012, quando si qualificano per la prima volta alla Final four, eliminate nella semifinale nazionale dalle future campionesse della University of Texas at Austin.

## Record
| Piazzamento          |    | Edizione                                                  |
| -------------------- | -- | --------------------------------------------------------- |
| Tornei NCAA          | 20 | Semifinali: 1 2012                                        |
| Tornei NCAA          | 20 | Elite Eight: 1 2009                                       |
| Tornei NCAA          | 20 | Sweet Sixteen: 5 2007, 2008, 2011, 2016, 2018             |
| Tornei NCAA          | 20 | Secondo turno: 7 1997, 1999, 2000, 2003, 2004, 2015, 2019 |
| Tornei NCAA          | 20 | Primo turno: 6 2002, 2006, 2010, 2013, 2017, 2021         |
| Titoli di conference | 1  | Big Ten Conference: 1 1981                                |

## Conference
- Big Ten Conference: 1981-

## All-America

### First Team
- Alexandra Zimmerman (2009)

### Second Team
- Alexandra Zimmerman (2008, 2010)
- Abigail Cole (2015, 2016)
- Carly Skjodt (2018)

### Third Team
- Erin Moore (2003)
- Juliana Paz (2009)
- Alex Hunt (2010)
- Jennifer Cross (2012)
- Carly Skjodt (2018)
- Paige Jones (2019)

## Allenatori
- Sandy Vong: 1973-1983
- Barb Canning: 1984-1985
- Joyce Davis: 1986-1989
- Peggy Bradley-Doppes: 1990-1991
- Greg Giovanazzi: 1992-1998